# Chó sục trắng Anh
Chó sục trắng Anh (tiếng Anh:  English white terrier, White English terrier hoặc Old English terrier) là một giống chó hiện nay đã bị tuyệt chủng. Chó sục trắng Anh là tên gọi trước đó từng thuộc về một giống chó thử nghiệm không thành công với một phiên bản chó sục lao động có tai vểnh và lông trắng đã tồn tại ở Anh từ cuối thế kỷ 18.
Cái tên "pricked - English white terrier" được phát minh và chấp nhận vào đầu những năm 1860 bởi một số nhà lai tạo lo lắng nhằm tạo ra một giống mới từ một phiên bản thiểu số của những con chó săn nhỏ màu trắng mà sau này được phát triển thành giống chó được gọi là Chó sục cáo, Chó sục Jack Russell, Chó sục Sealyham và sau đó là Chó sục Boston ở Hoa Kỳ và Chó sục chuột. Tuy nhiên, cuối cùng, hệ thống phân cấp bậc của Câu lạc bộ Chăm sóc Chó đã quyết định "chó sục trắng" là một giống có sự khác biệt mà không có sự phân biệt, trong khi các vấn đề di truyền của chó khiến nó không phổ biến với công chúng. Trong vòng 30 năm xuất hiện trên sân khấu Câu lạc bộ Chăm sóc Chó, Chó sục trắng Anh đã bị tuyệt chủng. Tuy rằng nó bị tuyệt chủng, thực tế rằng chúng một phần cũng được lai tạo với Chó bò Anh Cũ nhằm tạo nên giống chó mới là Chó sục Boston và Chó sục bò.